# Žljezdasta konopljuša
Ageratina (lat. Ageratina adenophora; sin. Eupatorium adenophorum), vrsta je grma iz porodice glavočika, nekada uključuvan u rod konopljuša (Eupatorium). Domovina joj je Meksiko odakle je uvezena po svim kontinentima.. Ova vrsta uvezena je i u Hrvatsku gdje je poznata kao žljezdasta konopljuša i ubilježena je pod sinonimnim imenom Eupatorium adenophorum Spreng.

## O otrovnosti i ljekovitosti
Ageratina adenophora jedan je od glavnih invazivnih korova koji uzrokuje nestabilnost ekosustava. Istraživanje je pokazalo da A. adenophora proizvodi alelokemikalije koje inhibiraju rast i razvoj prehrambenih usjeva, a također sadrže i neke otrovne spojeve koji uzrokuju toksičnost za životinje koje je konzumiraju. Tijekom proteklih desetljeća objavljene su studije o identifikaciji glavnih toksičnih spojeva A. adenophore i njihovih toksičnih molekularnih mehanizama. Dodatno, intervencije za kontrolu korova, kao što je primjena herbicida, korištene su za smanjenje širenja A. adenophore. Međutim, razvoj terapeutskih i profilaktičkih mjera za liječenje različitih toksičnosti izazvanih A. adenophora, kao što su hepatotoksičnost, splenotoksičnost i drugi srodni poremećaji, do danas nije uspostavljen. Glavna toksična patogeneza A. adenophora je oksidativni stres i upala. Međutim, brojne su studije potvrdile da neki ekstrakti i sekundarni metaboliti izolirani iz A. adenophore imaju antioksidacijska i protuupalna djelovanja, što implicira da ti ekstrakti mogu ublažiti toksičnost i pomoći u razvoju lijekova ili dodataka hrani za liječenje trovanja poremećaja uzrokovanih A. adenophorom. Nadalje, korisne bakterije izolirane iz mikroba buraga i A. adenophora mogu razgraditi glavne toksične spojeve u A. adenophori tako da se razviju u mikrobne dodatke hrani za pomoć u ublažavanju toksičnosti posredovane A. adenophorom.

## Sinonimi
- Ageratina trapezoidea (Kunth) R.M.King & H.Rob.; Phytologia 24: 98 (1972)
- Eupatorium adenophorum Spreng.; Syst. Veg. Fl. Peruv. Chil. 3: 420 (1826)
- Eupatorium glandulosum Kunth; Nov. Gen. Sp. 4: 96. Ed. Folio. (1818)
- Eupatorium pasadenense Parish; Zoe 5: 75 (1900)
- Eupatorium pascuarense J.Dix; Proc. Roy. Hort. Soc. London 1: 135 (1860)
- Eupatorium trapezoideum Kunth; Ind. Sem. Hort. Berol. 13 (1847)

- A. adenophora
- A. adenophora
- A. adenophora
- A. adenophora